# Alfredo Vasconcelos
Alfredo Vasconcelos este un oraș din unitatea federativă Minas Gerais, Brazilia.